# Bell P-59 Airacomet
Bell P-59 Airacomet là loại máy bay tiêm kích phản lực đầu tiên của Mỹ. Nó được thiết kế chế tạo trong Chiến tranh Thế giới II. Không quân Lục quân Hoa Kỳ không thực sự ấn tượng với hiệu suất cũng như khả năng của nó nên đã hủy bỏ hợp đồng khi hơn một nửa số máy bay trong hợp đồng ký trước đó với Bell đã hoàn thành. Dù không tham chiến, nhưng nó đã tạo nên nền tảng cho thiết kế máy bay phản lực khác của Mỹ. Đây cũng là máy bay tiêm kích phản lực đầu tiên có động cơ phản lực và vỏ động cơ gắn cùng với thân chính của máy bay.

## Thiết kế và phát triển
Thiếu tướng Henry H. "Hap" Arnold đã nhận thức được tầm quan trọng của máy bay phản lực từ chương trình máy bay phản lực của Vương quốc Anh, khi ông tham dự một buổi trình diễn của Gloster E.28/39 vào tháng 4/1941. Chủ đề này đã được đề cập tới nhưng không sâu, như một phần của nhiệm vụ Tizard vào năm 1940. Tướng Arnold đã yêu cầu các kế hoạch cho động cơ phản lực Power Jets W.1 của máy bay, sau đó ông trở về Mỹ sau khi nhận được các kế hoạch như yêu cầu. Ngày 4/9, ông đã đề nghị công ty General Electric của Mỹ một hợp đồng để sản xuất một phiên bản Mỹ của loại động cơ trên. Ngày hôm sau, ông gặp Lawrence Dale Bell chủ tịch của Tập đoàn Máy bay Bell, để bàn về việc chế tạo một máy bay tiêm kích sử dụng động cơ đó. Bell đã đồng ý và bắt đầu nghiên cứu chế tạo 3 mẫu thử. Để đảm bảo bí mật, USAAF đã đặt tên mã chương trình là "P-59A", nhưng hoàn toàn là một loại máy bay không liên quan tới dự án tiêm kích Bell "XP-59" đã bị hủy bỏ trước đó. Thiết kế đã được hoàn thành vào ngày 9/1/1942, sau đó việc chế tạo được bắt đầu. Vào tháng 3, trước khi các mẫu thử được hoàn thành, một đơn đặt hàng 13 chiếc "YP-59A" đã được thêm vào hợp đồng.

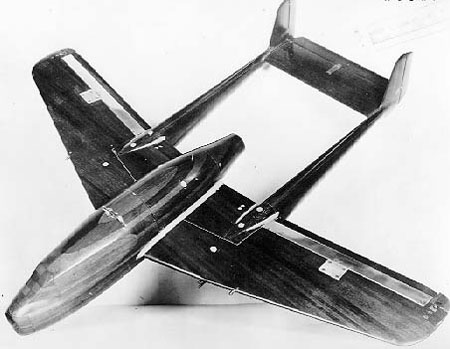
Mô hình Bell XP-59 thử nghiệm trong hầm gió. Ban đầu được thiết kế với động cơ cánh quạt.

Ngày 12/9/1942, chiếc XP-59A đầu tiên được gửi tới Sân bay lục quân Muroc (ngày nay là Căn cứ Không quân Edwards) tại California bằng tàu hỏa để thử nghiệm, nó phải mất 7 ngày để tới được Muroc. Trong khi đang được xử lý dưới mặt đất, máy bay được trang bị một bộ cánh quạt giả để che giấy bản chất thật sự của nó. Máy bay bay lên lần đầu trong các thử nghiệm lăn bánh tốc độ cao vào ngày 1/10 do phi công thử nghiệm của Bell là Robert Stanley điều khiển, nhưng chuyến bay chính thức đầu tiên lại do đại tá Laurence Craigie điều khiển vào ngày hôm sau. Những chiếc Airacomet đã bộc lộ những nhược điểm về hiệu suất động cơ và độ tin cậy... Chuck Yeager đã lái máy bay và không hài lòng về tốc độ, nhưng ngạc nhiên trước khả năng bay mượt của nó. Tuy nhiên, ngay cả trước khi giao những chiếc YP-59A vào tháng 6/1943, USAAF đặt mua 80 chiếc đặt tên định danh là "P-59A Airacomet".

## Lịch sử hoạt động

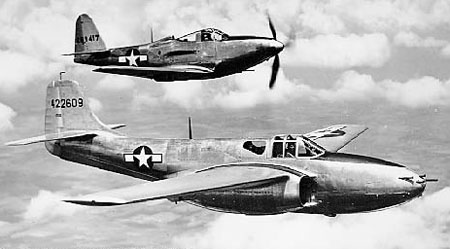
P-59A (S/N 44-22609, lô sản phẩm đầu tiên –Mẫu A) vàP-63 (S/N 42-69417).

13 chiếc YP-59A dùng để thử nghiệm có động cơ mạnh hơn so với những chiếc trước đó, nhưng sự cải tiến hiệu suất là không đóng kể, vận tốc tối đa chỉ tăng thêm 5 mph và giảm khoảng thời gian vận hành trước đại tu. Một trong những máy bay này, chiếc YP-59A (S/n: 42-22611) được chuyển cho Không quân Hoàng gia (RAF), trở thành RG362/G, nó được trao đổi với một chiếc Gloster Meteor I EE210/G của Anh. Các phi công của Anh nhận thấy rằng chiếc máy bay không bằng những chiếc phản lực và họ đã lái (YP-59A cũng không bằng loại P-51 Mustang động cơ cánh quạt). 2 chiếc YP-59A Airacomet (42-108778 và 42-100779) cũng được chuyển cho Hải quân Mỹ, chúng được sử dụng để đánh giá với tên mã "YF2L-1", nhưng hải quân nhanh chóng nhận ra chúng không thích hợp cho các hoạt động trên tàu sân bay.
Đối mặt với những khó khăn của mình, cuối cùng, Bell cũng đã sản xuất được 50 chiếc Airacomet, 20 chiếc P-59A và 30 chiếc P-59B. Mỗi chiếc được trang bị 1 khẩu pháo M4 37 mm có 44 viên đạn và 3 khẩu súng máy.50 với 200 viên đạn mỗi khẩu. Những chiếc P-59B được trang bị cho Liên đoàn Tiêm kích 412 để làm quen việc xử lý và các đặc tính hoạt động của máy bay phản lực từ các phi công AAF. Đến năm 1950 tất cả các chiếc Airacomet đã không còn bay nữa. Theo thời gian, chúng được dùng làm vật trưng bày, giáo cụ hỗ trợ giảng dạy trong huấn luyện quân sự và sử dụng làm mục tiêu tĩnh. Trong khi P-59 không đạt được thành công lớn, nhưng nó đã mang lại cho USAAF kinh nghiệm vận hành máy bay phản lực để chuẩn bị cho các loại tiêm kích phản lực tiên tiến hơn sẽ xuất hiện ngay sau đó.

## Biến thể

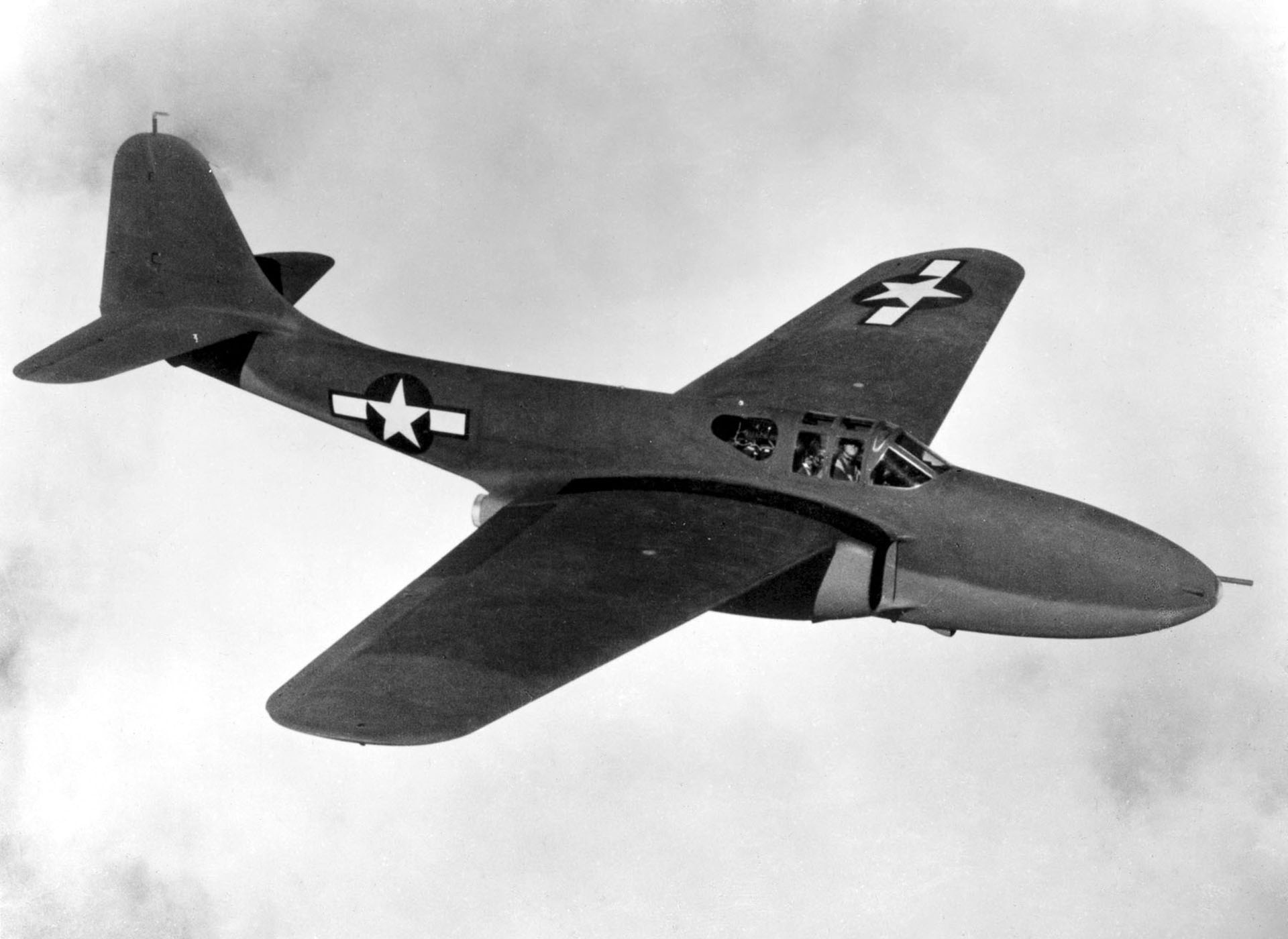
Bell YP-59A đang bay.

XP-59
Thiết kế trang bị động cơ cánh quạt không có liên quan tới thiết kế trang bị động cơ phản lực, phát triển từ Bell XP-52. Không chế tạo.
XP-59A
Nguyên mẫu của phiên bản trang bị động cơ phản lực, 3 chiếc được chế tạo, số thứ tự 42-108784/108786.
YP-59A
Loạt sản phẩm máy bay thử nghiệm, 13 chiếc được chế tạo, số thứ tự 42-108771/108783.
YF2L-1
2 chiếc YP-59A (42-108778/108779) chuyển giao cho hải quân Mỹ để thử nghiệm đánh giá hoạt động trên tàu sân bay với số hiệu Bu63960/63961.
P-59A
Phiên bản sản xuất đầu tiên, 20 chiếc được chế tạo, số thứ tự 44-22609/22628.
P-59B
P-59A cải tiến. 80 chiếc được đặt hàng nhưng chỉ 30 chiếc được chế tạo, số thứ tự 44-22629/22658, hơn 50 chiếc (44-2659/22708) bị hủy bỏ.

## Quốc gia sử dụng
Anh Quốc
- Không quân Hoàng gia nhận 1 chiếc, trở thành RG362/G, trao đổi với một chiếc Gloster Meteor I EE210/G.

 United States
- Không quân Lục quân Hoa Kỳ
  - Liên đoàn Tiêm kích 412
    - Phi đoàn Tiêm kích 445
- Hải quân Hoa Kỳ

## Những chiếc còn sót lại
6 chiếc P-59 hiện vẫn còn tồn tại đến ngày nay.
- YP-59A Airacomet, s/n 42-108777 thuộc Bảo tàng danh tiếng máy bay tại Chino, California.[7]
- XP-59A Airacomet, s/n 42-108784 trưng bày tại Bảo tàng Không gian và Hàng không Quốc gia tại Washington, DC.[8]
- P-59A Airacomet, s/n 44-22614 trưng bày tại Bảo tàng Hàng không March Field tại Riverside, California.[9]
- P-59B Airacomet, s/n 44-22633 trưng bày tại Căn cứ Không quân Edwards.[10]
- P-59B Airacomet, s/n 44-22656 trưng bày tại Pioneer Village (Nebraska) tại Minden, Nebraska.[11]
- P-59B Airacomet, s/n 44-22650 trưng bày tại Bảo tàng Quốc gia Không quân Hoa Kỳ tại Căn cứ Không quân Wright-Patterson gần Dayton, Ohio.[12]

## Tính năng kỹ chiến thuật (P-59B)
Dữ liệu lấy từ The American Fighter

### Đặc điểm riêng
- Tổ lái: 1
- Chiều dài: 38 ft 10 in (11,84 m)
- Sải cánh: 45 ft 6 in (13,87 m)
- Chiều cao: 12 ft 4 in (3,76 m)
- Diện tích cánh: 386 sq ft (35,86 m²)
- Trọng lượng rỗng: 8.165 lb (3.704 kg)
- Trọng lượng tải: 11.040 lb (5.008 kg)
- Trọng lượng cất cánh tối đa: 13.700 lb (6.214 kg)
- Động cơ: 2 động cơ phản lực General Electric J31-GE-5, lực đẩy 2.000 lbf (8,9 kN) mỗi chiếc

### Hiệu suất bay
- Vận tốc cực đại: 413 mph (359 knots, 665 km/h) tại độ cao 30.000 ft (9.140 m)
- Vận tốc hành trình: 375 mph (326 knots, 604 km/h)
- Tầm bay: 375 mi (326 knots, 604 km)
- Trần bay: 46.200 ft (14.080 m)
- Vận tốc lên cao: 30.000 ft (9.140 m)/15 phuát 30 giây
- Lực nâng của cánh:
- Lực đẩy/trọng lượng:

### Vũ khí
- Súng:
  - 1 pháo 37 mm
  - 3 súng.50 cal (12.7 mm)
- Đạn phản lực: 8× 60 lb (30 kg)
- Bom: 2,000 lb (910 kg)

### Máy bay có tính năng tương đương
- de Havilland Vampire
- Gloster E.1/44
- Gloster Meteor
- Lockheed P-80 Shooting Star
- Messerschmitt Me 262
- Nakajima J9Y Kikka
- Sukhoi Su-9

### Tên định danh theo thứ tự
- XP-56 - XP-57 - XP-58 - P-59 - P-60 - P-61 - XP-62

### Danh sách khác
- Danh sách máy bay quân sự của Hoa Kỳ
- Danh sách máy bay trong Chiến tranh Thế giới II
- Danh sách máy bay phản lực trong Chiến tranh Thế giới II
- Danh sách máy bay tiêm kích